# Пять центов (Австралия)
Австралийская монета — пять центов, была выпущена в связи с переходом на десятичную валюту с 14 февраля 1966 года. С выводом из обращения одно и двух-центовых монет в 1992 году в настоящее время является самой малой по номиналу в обращении. 
В первый год чеканки(1966), 30.000.000 монет, были выпущены на Королевском монетном дворе Великобритании (в Лондоне) в дополнение к 45.400.000 монет выпущенных на Королевском монетном дворе Австралии в Канберре. С тех пор, монета выпускалась исключительно в Канберре, за исключением в 1981 года. Тогда 62 млн монет было выпущено на Королевском монетном дворе Австралии в Канберре; 50,3 млн. монет были выпущены на Английском Королевском монетном дворе в Уэльсе; кроме этого 50 млн. монет выпущено на Королевском монетном дворе Канады в Виннипеге. На аверсе монеты  изображена королева Елизавета II, а на реверсе отчеканено изображение ехидны.
Эта монета имеет самый высокий тираж в Австралии, по стоимости равна примерно одному евроценту. Самый маленький тираж был в 1972 году, тогда было отчеканено 8,25 млн. монет и  самый большой тираж в 2006 году — 306 млн 500 тысяч монет, а средний тираж в год составляет примерно 80 миллионов монет в год. Монеты не выпускались в 1985-86 годах.